# Drymochares truquii
Drymochares truquii là một loài bọ cánh cứng trong họ Cerambycidae.